# Santa Casa de Misericòrdia

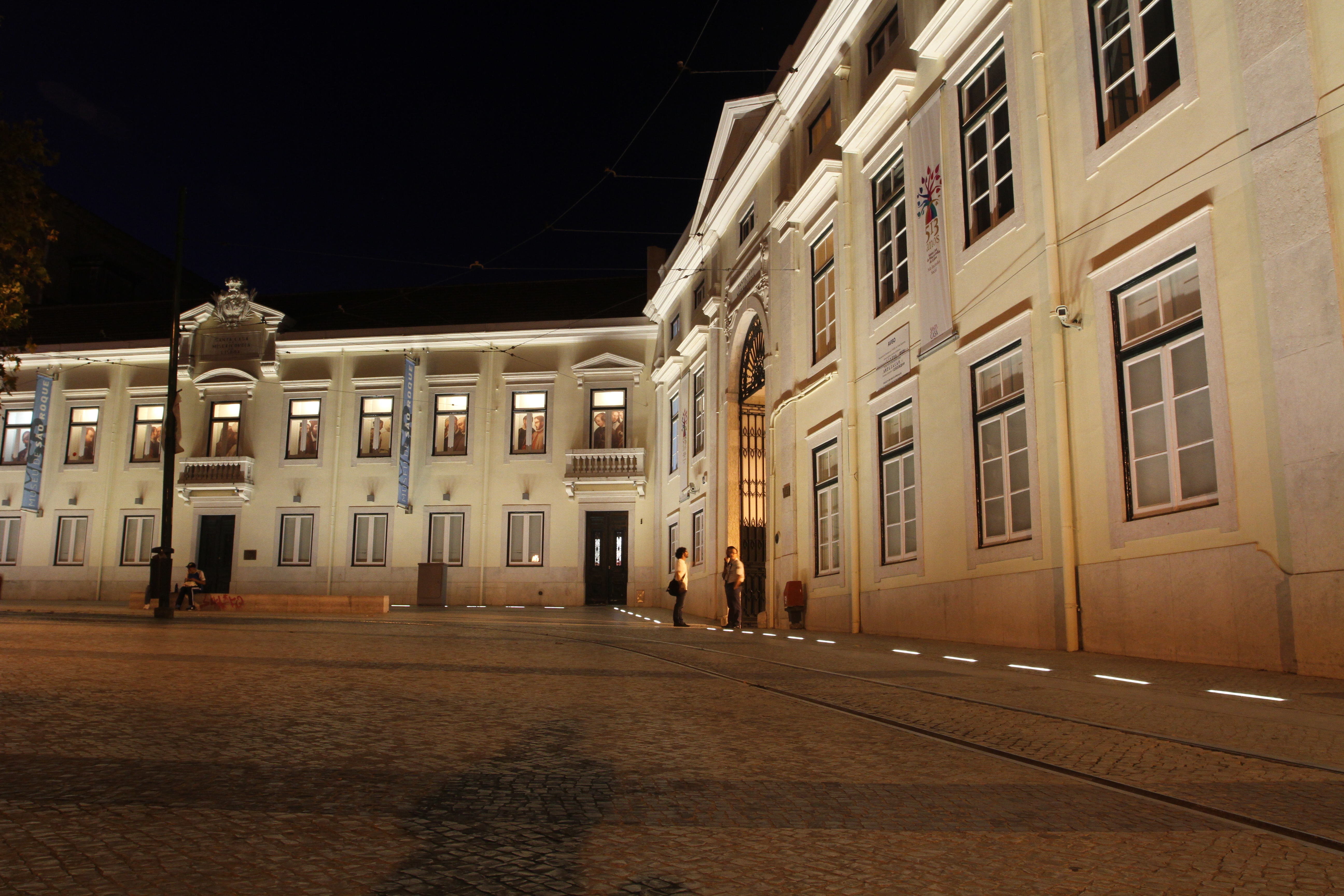
El domicili de la Santa Casa da Misericórdia de Lisboa

La Santa Casa de Misericórdia (en portuguès, Santa Casa da Misericórdia) és una institució portuguesa que dona tractament i suport a malalts i discapacitats, fundada el 15 d'agost de 1498 a Lisboa.
És una entitat per a fins humanitaris, establerta amb el compromís de la Misericòrdia de Lisboa, inspirat en l'exemple de caritat Frei Miguel Contreiras i patrocinat per la reina Elionor de Viseu, esposa de Joan II de Portugal.
Es declara ser una confraria laica i catòlica i treballa a través de 14 Obres de Misericòrdia (7 de caràcter espiritual: ensenyar als humils, donar-los bons consells, castigar els que fan mal, consolar els tristos, perdonar els delictes, patir pacientment, resar per la vida i per al difunt; i 7 d'una naturalesa corporal: visitar els malalts i empresonats, alliberar captius, vestir als nus, alimentar els famolencs i els que pateixen set, refugiar els viatgers i enterrar els morts. Actualment és l'ONG que treballa més antiga del món, si no la primera. No està supervisat ni per l'Església ni per l'Estat.
Aquesta germandat, meitat noble i meitat plebs, va crea un vista més sensible del món, el que va resultar en un nombre creixent de Cases de la Misericòrdia en tot Portugal i pel món; després de la Santa Casa de Misericòrdia de Lisboa, es van crear organitzacions similars a moltes altres ciutats i pobles de Portugal i de l'antic Imperi Portuguès, com Brasil, Macau i fins i tot a Nagasaki (Japó).
L'Estat portuguès va concedir a aquesta institució el dret de monopolitzar el joc a Portugal, com Euromillones.